# ¡Dos!
¡Dos! — десятый студийный альбом американской панк-рок-группы Green Day, был выпущен 13 ноября 2012 года. Это второй альбом из трилогии ¡Uno! ¡Dos! ¡Tré!.

## Запись и релиз
Запись альбома проводилась одновременно с записью ¡Uno! и ¡Tré!, других альбомов трилогии. Трейлер альбома был выпущен 21 июня 2012 года на официальном канале группы в YouTube. Он включал часть песни «Fuck Time». Green Day выпустили превью песен «Makeout Party», «Wild One», «Fuck Time», «Lady Cobra» и «Nightlife» во время интервью на BBC Radio 1.

## Темы и композиции
Билли Джо Армстронг заявил в интервью, что ¡Dos! будет в стиле гаражного рока группы Foxboro Hot Tubs, стороннего проекта Green Day. Песня «Fuck Time» изначально исполнялась как песня Foxboro Hot Tubs.
В отличие от первого альбома трилогии, в этом альбоме представлено тринадцать треков. Тринадцатый трек «Amy» посвящён смерти Эми Уайнхаус. Композиция «Nightlife» исполнена при участии Lady Cobra из группы Mystic Knights of the Cobra. Песня является одной из самых медленных и мрачных в трилогии и включает исполняемый Lady Cobra рэп. Трек «Stop When the Red Lights Flash» стал одним из саундтреков к игре Need for Speed: Most Wanted (2012).

## Список композиций
Вся музыка написана Green Day.
| №                   | Название                         | Длительность |
| ------------------- | -------------------------------- | ------------ |
| 1.                  | «See You Tonight»                | 1:06         |
| 2.                  | «Fuck Time»                      | 2:45         |
| 3.                  | «Stop When the Red Lights Flash» | 2:26         |
| 4.                  | «Lazy Bones»                     | 3:34         |
| 5.                  | «Wild One»                       | 4:19         |
| 6.                  | «Makeout Party»                  | 3:14         |
| 7.                  | «Stray Heart»                    | 3:44         |
| 8.                  | «Ashley»                         | 2:50         |
| 9.                  | «Baby Eyes»                      | 2:22         |
| 10.                 | «Lady Cobra»                     | 2:05         |
| 11.                 | «Nightlife» (ft. Lady Cobra)     | 3:04         |
| 12.                 | «Wow! That’s Loud»               | 4:27         |
| 13.                 | «Amy»                            | 3:25         |
| Общая длительность: | Общая длительность:              | 39:21        |

## Участники записи
Green Day
- Билли Джо Армстронг — вокал, гитара
- Майк Дёрнт — бас-гитара, вокал
- Тре Кул — ударные, перкуссия
- Джейсон Уайт — гитара

Дополнительные музыканты
- Роб Кавалло — продюсер
- Lady Cobra − дополнительный вокал на "Nightlife"